# Ryszard Kosowski
Ryszard Kosowski (ur. 1 listopada 1952 w Chrzanowie) – polski polityk, samorządowiec, poseł na Sejm X kadencji, burmistrz Chrzanowa (2002–2014 i 2016–2018).

## Życiorys
Ukończył w 1977 studia na Akademii Ekonomicznej w Krakowie. Był księgowym Kopalni Węgla Kamiennego „Janina”, następnie od 1979 do 1981 był etatowym przewodniczącym Zarządu Miejsko-Gminnego Związku Socjalistycznej Młodzieży Polskiej w Libiążu. W latach 1981–1982 zatrudniony jako inspektor ekonomiczny w KWK „Janina”.
W 1977 wstąpił do Polskiej Zjednoczonej Partii Robotniczej. Z jej ramienia od 1982 do 1990 pełnił funkcję naczelnika miasta i gminy Libiąż. W 1989 został posłem na Sejm X kadencji z okręgu jaworznickiego. W latach 90. pracował jako kierownik robót w Przedsiębiorstwie Usługowym SENDPOL w Libiążu oraz jako zastępca kierownika Urzędu Rejonowego w Chrzanowie.
W 1998 został wybrany na radnego powiatu chrzanowskiego, pełnił funkcję wicestarosty (od stycznia 1999 do lipca 2000) i następnie (od grudnia 2000 do listopada 2001) starosty tego powiatu. W 2002 wygrał bezpośrednie wybory na burmistrza Chrzanowa. Cztery lata później w wyborach samorządowych w 2006 w pierwszej turze uzyskał reelekcję na następną kadencję (będąc popieranym przez zblokowane listy lokalnych ugrupowań i Platformy Obywatelskiej). W 2010 zadeklarował ubieganie się o reelekcję z ramienia PO i uzyskał ją w pierwszej turze. W 2014 nie został wybrany na kolejną kadencję, przegrywając z Markiem Niechwiejem; nie uzyskał także mandatu w sejmiku małopolskim. W marcu 2016 ponownie wybrany na burmistrza Chrzanowa, zwyciężył w drugiej turze wyborów uzupełniających przeprowadzonych po odwołaniu w wyniku referendum dotychczasowego burmistrza. W 2018 nie ubiegał się o ponowny wybór; został wówczas wybrany na radnego Chrzanowa. W 2024 uzyskał natomiast mandat radnego powiatu.

## Odznaczenia
W 1980 otrzymał Brązowy, a w 1988 Złoty Krzyż Zasługi.